# بابایورت
بابایورت (روسی: Бабаюрт) یک شهرک در روسیه است که در داغستان واقع شده‌است.